# Poddůstojník

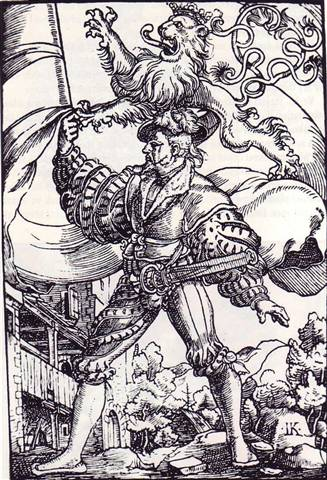
Praporečník s českým královským praporem ze 16. století

Poddůstojníka je obvykle možno definovat jako příslušníka ozbrojených sil jmenovaného do hodnosti a ustanoveného do funkce, která poskytuje jisté (nedělitelné velitelské a kázeňské) pravomoci nad mužstvem. Poddůstojnický sbor vykonává nižší a střední velitelský, administrativní a technický management v ozbrojených silách. Poddůstojníci v nižších a středních hodnostech slouží zejména ve funkcích velitelů a zástupců velitelů nižších organizačních celků, instruktorů a administrativních a technických specialistů. Poddůstojníci ve vyšších hodnostech obvykle slouží ve funkcích poradců vyšších důstojníků a generálů a administrativních a technických odborných náčelníků. Poddůstojníci vytvářejí „spojovací článek“ mezi mužstvem a důstojníky. Jelikož důstojníci, kteří byli jmenováni do první důstojnické hodnosti, obvykle postrádají praktické zkušenosti, slouží zkušení poddůstojníci jako jejich učitelé a mentoři.

## Historický vývoj hodnostních sborů a hodnostního označení v ČSLA, ČSA a AČR
Sbor poddůstojníků z povolání byl vytvořen 1. 10. 1949 a nahradil dosavadní sbor rotmistrů a sbor déle sloužících poddůstojníků. Zahrnoval hodnosti četař, rotný a staršina.
K jeho zrušení došlo 30. 9. 1960 a od 1. 10. 1960 byly opětovně zavedeny praporčické hodnosti, neboť vstoupil v platnost § 4 zákon č. 76/1959 Sb., o některých služebních poměrech vojáků. Do sboru praporčíků nově patřily: rotný, rotmistr, nadrotmistr, podpraporčík, praporčík a nadpraporčík. Sbor poddůstojníků z povolání zanikl a jeho příslušníci, kteří požádali o převedení do sboru praporčíků byli jmenováni do hodnosti rotný (dosavadní četaři a rotní) nebo rotmistr (dosavadní staršinové).

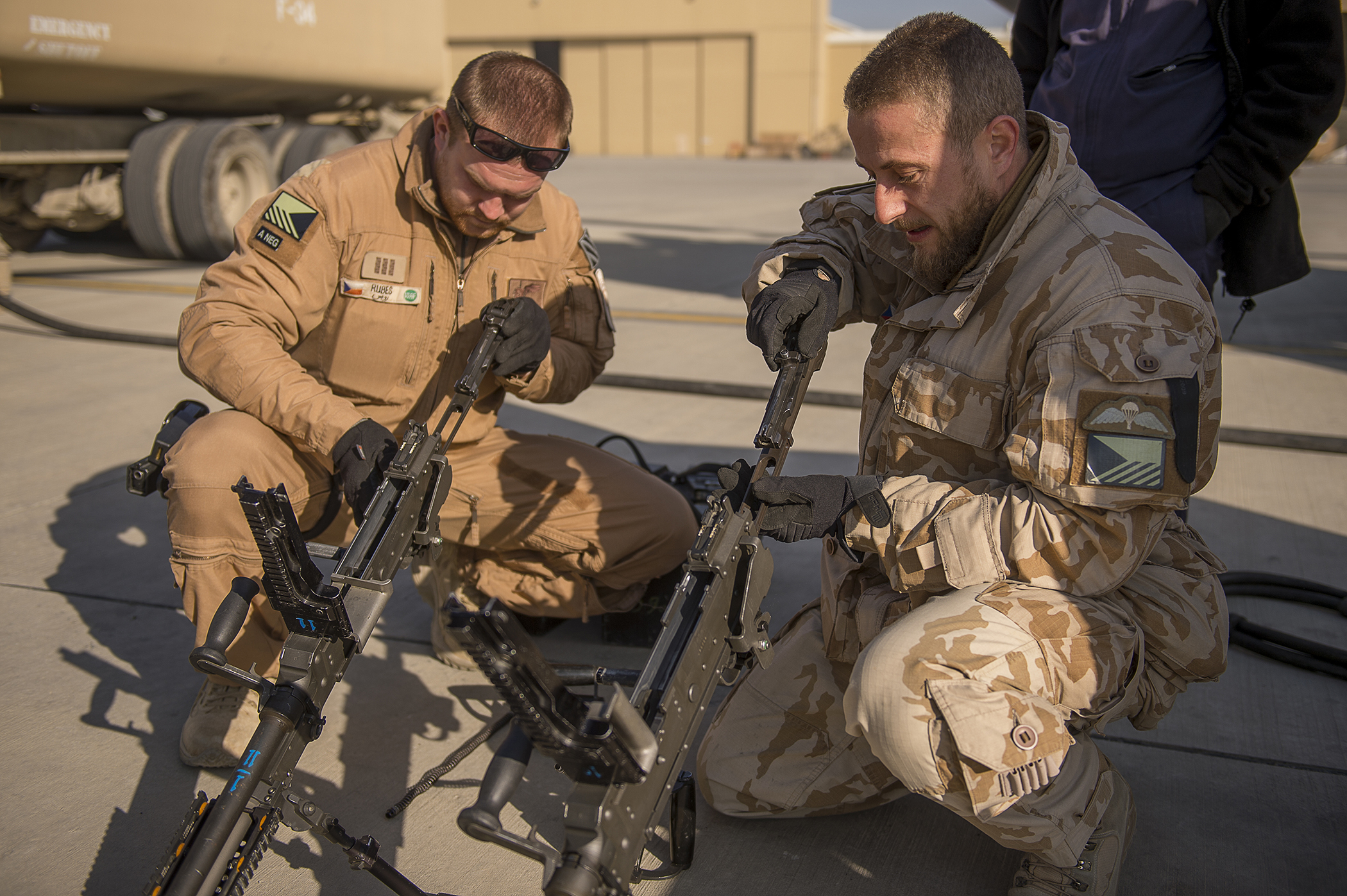
Čeští palubní střelci v hodnosti praporčíků sestavují kulomet M240, před letem na palubě afghánského vrtulníku Mi-17

Novelou č. 228/1991 Sb. ze dne 15. 5. 1991 byla s účinností od 24. 6. 1991 hodnost rotného převedena do poddůstojnického sboru a hodnost svobodník do sboru mužstva. Kopíroval se tím systém platný do září 1949.
Dnem 1. 12. 1999, kdy vstoupil v platnost zákon č. 221/1999 Sb., o vojácích z povolání, se oddělil rotmistrovský sbor od praporčického sboru. Do rotmistrovského sboru od této doby patřil: rotný, rotmistr, nadrotmistr a štábní rotmistr. Praporčický sbor tvořil: podpraporčík, praporčík, nadpraporčík a štábní praporčík. Hodnost svobodník byla převedena zpět do poddůstojnického sboru. Hodnosti vojínů a poddůstojníků tak byly nadále plánovány pouze pro vojáky v základní službě a tím, jak došlo dne 1. 1. 2005 k plné profesionalizaci ozbrojených sil, přestaly být tyto hodnosti vojáky v činné službě používány. Hodnosti vojínů a poddůstojníků však byly nadále používány vojáky v záloze.
Novela zákona č. 221/1999 Sb., o vojácích z povolání, která vyšla ve Sbírce zákonů dne 27. srpna 2009 pod číslem 272/2009 Sb., upravila mimo jiné novou strukturu hodnostních sborů a hodností, a to s účinností od 1. ledna 2011. Oproti znění zákona č. 221/1999 Sb., byl v novele zákona nově definován hodnostní sbor mužstva (vojín, svobodník), poddůstojníků (desátník, četař a rotný) a praporčíků (rotmistr, nadrotmistr, praporčík, nadpraporčík a štábní praporčík), přičemž jsou všechny výše uvedené hodnosti plánovány pro vojáky z povolání. Novela zákona zrušila hodnosti štábní rotmistr a podpraporčík.

## Mužstvo, poddůstojnický a praporčický sbor (OR1–9)
(stav k 1. 1. 2011)
| Praporčíci                           |                                      |                                      |                                      |                                      |                                      |              |              |              |              |              |              |           |           |           |           |           |           |             |             |             |             |             |             |          |          |          |          |          |          |
|                                      |                                      |                                      |                                      |                                      |                                      |              |              |              |              |              |              |           |           |           |           |           |           |             |             |             |             |             |             |          |          |          |          |          |          |
| štábní praporčík (AČR/Vzdušných sil) | štábní praporčík (AČR/Vzdušných sil) | štábní praporčík (AČR/Vzdušných sil) | štábní praporčík (AČR/Vzdušných sil) | štábní praporčík (AČR/Vzdušných sil) | štábní praporčík (AČR/Vzdušných sil) | nadpraporčík | nadpraporčík | nadpraporčík | nadpraporčík | nadpraporčík | nadpraporčík | praporčík | praporčík | praporčík | praporčík | praporčík | praporčík | nadrotmistr | nadrotmistr | nadrotmistr | nadrotmistr | nadrotmistr | nadrotmistr | rotmistr | rotmistr | rotmistr | rotmistr | rotmistr | rotmistr |
| rank OR-9                            | rank OR-9                            | rank OR-9                            | rank OR-9                            | rank OR-9                            | rank OR-9                            | OR-8         | OR-8         | OR-8         | OR-8         | OR-8         | OR-8         | OR-7      | OR-7      | OR-7      | OR-7      | OR-7      | OR-7      | OR-6        | OR-6        | OR-6        | OR-6        | OR-6        | OR-6        | OR-5     | OR-5     | OR-5     | OR-5     | OR-5     | OR-5     |
| Poddůstojníci                        |                                      |                                      |                                      |                                      |                                      |              |              |              |              |              |              |           |           |           |           |           |           |             |             |             |             |             |             |          |          |          |          |          |          |
|                                      |                                      |                                      |                                      |                                      |                                      |              |              |              |              |              |              |           |           |           |           |           |           |             |             |             |             |             |             |          |          |          |          |          |          |
| rotný                                | rotný                                | rotný                                | rotný                                | rotný                                | rotný                                | rotný        | rotný        | rotný        | rotný        | četař        | četař        | četař     | četař     | četař     | četař     | četař     | četař     | četař       | četař       | desátník    | desátník    | desátník    | desátník    | desátník | desátník | desátník | desátník | desátník | desátník |
| rank OR-4                            | rank OR-4                            | rank OR-4                            | rank OR-4                            | rank OR-4                            | rank OR-4                            | rank OR-4    | rank OR-4    | rank OR-4    | rank OR-4    | OR-3         | OR-3         | OR-3      | OR-3      | OR-3      | OR-3      | OR-3      | OR-3      | OR-3        | OR-3        | OR-2        | OR-2        | OR-2        | OR-2        | OR-2     | OR-2     | OR-2     | OR-2     | OR-2     | OR-2     |
| Mužstvo                              |                                      |                                      |                                      |                                      |                                      |              |              |              |              |              |              |           |           |           |           |           |           |             |             |             |             |             |             |          |          |          |          |          |          |
|                                      |                                      |                                      |                                      |                                      |                                      |              |              |              |              |              |              |           |           |           |           |           |           |             |             |             |             |             |             |          |          |          |          |          |          |
| svobodník                            | svobodník                            | svobodník                            | svobodník                            | svobodník                            | svobodník                            | svobodník    | svobodník    | svobodník    | svobodník    | svobodník    | svobodník    | svobodník | svobodník | svobodník | vojín     | vojín     | vojín     | vojín       | vojín       | vojín       | vojín       | vojín       | vojín       | vojín    | vojín    | vojín    | vojín    | vojín    | vojín    |
| rank OR-1                            |                                      |                                      |                                      |                                      |                                      |              |              |              |              |              |              |           |           |           |           |           |           |             |             |             |             |             |             |          |          |          |          |          |          |

## Popis hodnostního označení
Hodnostní označení mužstva, poddůstojnického a praporčického sboru je tvořeno kombinací knoflíčků hodnostních (tzv. „pecek“), pásků hodnostních (tzv. „rakviček“) a hvězdy pěticípé stříbřité se sutaškou (lemováním).
Knoflíčky hodnostní slouží jako prostředek určený k hodnostnímu označení sboru mužstva a poddůstojníků. Knoflíček je plný výlisek polokruhovitého tvaru s hladkou lícní stranou, na zadní straně s hladkým prolisem, ve kterém je mezi výstupky zatemována splinta.
Pásky hodnostní stříbřité slouží jako prostředek určený k hodnostnímu označení sboru praporčíků. Pásek je dutý výlisek obdélníkového tvaru zakončený na obou stranách do tvaru splinty. Na lícní straně je ozdobné rýhování na třech výstupcích ve čtvercovém bloku. Bloky jsou navzájem otočené o 90 °. Rubová strana má kontury lícní strany.